# Vildé-Guingalan

Vildé-Guingalan este o comună în departamentul  Côtes-d'Armor, Franța. În 1 ianuarie 2022 avea o populație de 1.294 de locuitori.